# Naumburger SV 05
Die Naumburger Sport-Vereinigung von 1905 war ein deutscher Fußballverein aus Naumburg (Saale) im Burgenlandkreis. Heimstätte war der Sportplatz Hallescher Anger.

## Geschichte

### Gründung und erste Jahre
Der Verein wurde am 15. Mai 1905 als Naumburger Fußballclub Hohenzollern gegründet. Da anfangs nur wenige Mitspieler gefunden werden konnten, wurde auf Spieler anderer Vereine zurückgegriffen um eine eigene Mannschaft stellen zu können. Bei den Vereinsfarben orientierte man sich am FC Hohenzollern aus Weißenfels. Am 20. August 1905 bestritt der Verein sein erstes Spiel gegen die 2. Mannschaft aus Weißenfels auf der Naumburger Vogelwiese, die anfangs offizieller Spielplatz des Vereins wurde.
Nach dem ersten Jahr, in dem der Verein noch sieben der acht ausgetragenen Spiele verlor, spielte man 1906 in Apolda gegen den Lokalrivalen SC Naumburg ein Freundschaftsspiel, bei dem mitten durch das Spielfeld ein Bach verlief, der während des Spiels von den Akteuren überquert werden musste. Obwohl auch weiterhin Mangel an Spielern bestand und man weiter auf Spieler vom FC Hohenzollern zurückgreifen musste, spielte man noch im gleichen Jahr gegen die ersten Mannschaften von Borussia Halle, Preußen Weißenfels, BSC 05 Weißenfels und Preußen Merseburg.
1907 nahm der Verein erstmals am Naumburger Hussiten-Kirschfest mit einem eigenen Festzelt teil. 1908 trat der Naumburger FC Hohenzollern dem Verband Mitteldeutscher Ballspiel-Vereine bei und wurde ein Jahr später der 3. Klasse des Gau Ostthüringen zugeordnet. 1910 gewann der Verein die Klassenmeisterschaft und führte ab dem Jahr auch den Namen Naumburger Sportvereinigung Hohenzollern. Nachdem sich im gleichen Jahr der SC Naumburg aufgelöst hatte, übernahm der Naumburger SV Hohenzollern daraufhin die Mitglieder sowie die Technik des Vereins. Durch die zwischenzeitlich 70 Mitglieder wurden zwei Mannschaften für den Spielbetrieb gemeldet.
1911 erfolgte die erste Eintragung in das Vereinsregister. Die erste Mannschaft spielte in diesem Jahr in der 1. Klasse des Gaus Ostthüringen. Der Spielort wurde von der Vogelwiese auf den Exerzierplatz in der Weißenfelser Straße verlegt. Auf Drängen von Vereinen aus Merseburg, Weißenfels und Naumburg wurde 1912 der Saale-Elster-Gau gegründet, in dem ab Gründung auch der Naumburger SV spielte. Noch im gleichen Jahr wurde am Naumburger Ostbahnhof ein eigener Fußballplatz gebaut. 1913 feierte der Verein seine erste Gaumeisterschaft.

### 1914 bis 1945
Mit der Mobilmachung anlässlich des Ersten Weltkriegs 1914 endete der Spielbetrieb, und der Verein wurde inoffiziell aufgelöst. Bereits 1915 wurde der Spielbetrieb jedoch mit Jugendlichen und Kriegsverletzten wieder aufgenommen und auch die erste Kriegsmeisterschaft errungen. Diesen Titel sicherte sich die Mannschaft auch im Folgejahr. Jedoch schied der Naumburger SV bei den Spielen um die Mitteldeutsche Meisterschaft später aus.
1918 wurde nach Rückkehr der Mitglieder aus dem Krieg der Spielbetrieb wieder aufgenommen, und 1919 gewann der Verein auch erneut die Gaumeisterschaft. Es erfolgte wenig später die Umbenennung in Naumburger Sportvereinigung von 1905. Die erste Mannschaft wurde der Saalekreis-Liga zugeteilt.
1920 erfolgte die Gründung der Abteilungen Tennis, Leichtathletik und Damen-Hockey. Im gleichen Jahr wurde erstmals eine eigene Vereinszeitung herausgegeben und ein zweiter Sportplatz gebaut. Der Verein hatte zu diesem Zeitpunkt 700 Mitglieder. In der Spielzeit 1923/24 feierte der Verein das Erreichen des Halbfinales der Mitteldeutschen Meisterschaft nach Siegen über den VfB Eisleben, den 1. SV Jena sowie den Oberlind 06, ehe man am favorisierten FC Wacker Halle scheiterte. 1924 feierte der Verein erneut die Gaumeisterschaft. 1927 stand der Verein aufgrund finanzieller Schwierigkeiten vor der Auflösung, konnte aber durch ein Darlehen der Sparkasse noch gerettet werden.
1929 wurde die Hockey-Abteilung des Vereins wieder aufgelöst. Die Fußballabteilung hatte zur Saison 1931/32 bereits sechs Mannschaften im Spielbetrieb. Jedoch löste sich die sechste Mannschaft nach nur einem Jahr wieder auf. 1933 verpasste Naumburg 05 die Qualifikation zur Gauliga Mitte. Vor allem wegen der in der Folge stark rückläufigen Mitgliederzahlen, vor allem im Jugendbereich, spielte der Verein vor und während des Zweiten Weltkrieges im regionalen Bereich von Halle und Merseburg.

### 1945 bis 1990
1946 begann man in Naumburg wieder mit dem organisierten Fußball. Zu diesem Zweck wurde in der städtischen Sportstätte in der Saalestraße ein Hartplatz hergerichtet. Die Umkleidekabinen befanden sich in der Gaststätte Deutscher Hof am Jägerplatz, etwa 500 Meter vom Platz entfernt. 1947 gründete man in Naumburg unter Leitung des Werkzeugmaschinenbau Gehring die Betriebssportgemeinschaft BSG WMW Vorwärts Naumburg (Saale) mit den Abteilungen Fußball, Boxen, Rollschuhlauf, Eiskunstlaufen, Rudern, Kegeln und Motorsport.
Wenig später bildete sich in Trägerschaft einer Buchdruckerei in der Saalestraße die Fußballabteilung in der BSG Rotation Naumburg, aus der später der Naumburger BC 1920 wurde. Der Naumburger SV von 1905 spielte zu dieser Zeit als BSG Motor Naumburg unter dem Trägerbetrieb VEB Mikrosa. Zudem fanden sich Fußballmannschaften bei Einheit Naumburg, Stahl Naumburg und Aufbau Naumburg.
Es wurde aus den unterschiedlichsten Fußballmannschaften die TSG Naumburg gegründet, die später in BSG WI–WE–NA umbenannt wurde. Die BSG schloss sich der BSG Motor an und verlegte daraufhin auch ihren Sitz und den Spielort auf den Sportplatz am Halleschen Anger. 1968 löste man sich von der Mikrosa und schloss sich mit der im Landbaukombinat bestehenden und dort wiedergegründeten BSG Aufbau zusammen und gründete 1973 die FSG Naumburg (Fußballsportgemeinschaft). Sportlich spielte die FSG im höherklassigen DDR-Fußball keine Rolle, etwaige Teilnahmen an der Bezirksliga Halle fanden nicht statt.

### 1990 bis 2017
Am 15. Mai 1993 wurde der Verein als Naumburger Sport-Vereinigung von 1905 wiedergegründet. 2005 zum 100. Vereinsjubiläum wurde ein Spiel gegen Energie Cottbus ausgetragen, und die erste Mannschaft stieg zum Saisonende in die Fußball-Verbandsliga Sachsen-Anhalt auf. Nach zwei Spielzeiten spielte der Verein in der siebtklassigen Landesliga Süd.
Ab 2010 steht die Fusion der Naumburger Sport-Vereinigung mit dem Lokalrivalen Naumburger BC 1920 zur Diskussion. Anfang 2010 wurde dazu ein Grundlagenpapier durch beide Vereine erarbeitet, wonach bereits am 30. Mai 2010 der gemeinsame Verein Naumburger Spielvereinigung von 1905 gegründet werden sollte. Dieser erste Versuch scheiterte jedoch. Ab der Saison 2013/14 spielt man in den Juniorenklassen mit gemeinsamen Mannschaften als Jugendsportgemeinschaft Naumburg (JSG Naumburg) und auch in der Alt-Herren-Klasse bildet man eine gemeinsame Mannschaft. Es kommt hierbei auch durch das gemeinsame Training zur wechselnden Nutzung der Sportstätten am Halleschen Anger und in der Saalestraße. Im Juli 2014 hat der Naumburger BC von seinen Mitgliedern den Auftrag zur Aufnahme offizieller Fusionsgespräche erhalten. Nach dem Abstieg aus der Landesliga nach der Saison 2014/15 ist die endgültige Fusion beider Vereine nun zur Saison 2015/16 geplant. Die Fusion zur Saison 2015/16 fand jedoch schließlich nicht statt, im März 2016 entschied man schließlich, die Fusion vor Beginn der Saison 2016/17 durchzuführen und den Namen SC Naumburg anzunehmen.

## Erfolge
- Teilnahme Endrunde VMBV: 1915/16 (Q, 2:8 gegen SC Weimar), 1918/19 (AF, 1:3 gegen den HFC 1896), 1923/24 (HF, 1:3 gegen Wacker Halle), 1924/25 (Q, 0:3 gegen den VfB Leipzig), 1927/28 (VR, 2:3 gegen Wacker Halle), 1928/29 (VR, 0:4 gegen den FC Sportfreunde Leipzig), 1930/31 (VR, 3:5 gegen den 1. SV Jena)
- Burgenlandpokal-Sieger 2016, Supercup Burgenland-Sieger 2016